# Habralebra terminalis
Habralebra terminalis är en insektsart som först beskrevs av Henry Fairfield Osborn 1924.  Habralebra terminalis ingår i släktet Habralebra och familjen dvärgstritar.
Artens utbredningsområde är Bolivia. Inga underarter finns listade i Catalogue of Life.